# Liste der Biografien/Martin, J
Liste der Biografien |
Portal Biografien |
J Personensuche
# |
A |
B |
C |
D |
E |
F |
G |
H |
I |
J |
K |
L |
M |
N |
O |
P |
Q |
R |
S |
T |
U |
V |
W |
X |
Y |
Z |
?
 
Ma |
Mb |
Mc |
Md |
Me |
Mf |
Mg |
Mh |
Mi |
Mj |
Mk |
Ml |
Mm |
Mn |
Mo |
Mp |
Mq |
Mr |
Ms |
Mt |
Mu |
Mv |
Mw |
Mx |
My |
Mz
 
Maa |
Mab |
Mac |
Mad |
Mae |
Maf |
Mag |
Mah |
Mai |
Maj |
Mak |
Mal |
Mam |
Man |
Mao |
Map |
Maq |
Mar |
Mas |
Mat |
Mau |
Mav |
Maw |
Max |
May |
Maz
 
Mara |
Marb |
Marc |
Mard |
Mare |
Marf |
Marg |
Marh |
Mari |
Marj |
Mark |
Marl |
Marm |
Marn |
Maro |
Marp |
Marq |
Marr |
Mars |
Mart |
Maru |
Marv |
Marw |
Marx |
Mary |
Marz
 
Marta |
Marte |
Marth |
Marti |
Martj |
Martl |
Martm |
Martn |
Marto |
Martr |
Marts |
Martt |
Martu |
Martw |
Marty |
Martz
 
Martia |
Martic |
Martie |
Martig |
Martik |
Martil |
Martim |
Martin |
Martir |
Martis |
Martit |
Martiu |
Martiv
 
Martin, A |
Martin, B |
Martin, C |
Martin, D |
Martin, E |
Martin, F |
Martin, G |
Martin, H |
Martin, I |
Martin, J |
Martin, K |
Martin, L |
Martin, M |
Martin, N |
Martin, O |
Martin, P |
Martin, Q |
Martin, R |
Martin, S |
Martin, T |
Martin, U |
Martin, V |
Martin, W |
Martin, Z |
Martina |
Martinb |
Martinc |
Martind |
Martine |
Marting |
Martinh |
Martini |
Martinj |
Martink |
Martino |
Martinp |
Martins |
Martinu |
Martiny |
Martinz
Die Liste der Biografien führt alle Personen auf, die in der deutschsprachigen Wikipedia einen Artikel haben. Dieses ist eine Teilliste mit 95 Einträgen von Personen, deren Namen mit den Buchstaben „Martin, J“ beginnt.

## Martin, J
- Martin, J. D. (* 1939), US-amerikanischer Zehnkämpfer und Stabhochspringer

### Martin, Ja
- Martín, Jacobo, spanischer Schauspieler
- Martin, Jacques (1794–1874), Schweizer evangelischer Geistlicher
- Martin, Jacques (1851–1930), belgischer Komponist, Dirigent und Musiker
- Martin, Jacques (1921–2010), französischer Comiczeichner
- Martin, Jacques (1922–1964), französischer Philosoph
- Martin, Jacques (1933–2005), Schweizer Politiker (FDP)
- Martin, Jacques (1933–2007), französischer FernsehmoderatorJacques Martin (1933–2007)

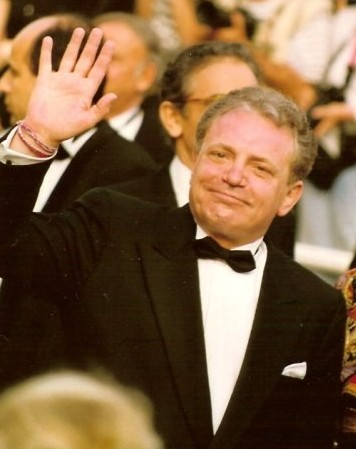
Jacques Martin (1933–2007)

- Martin, Jacques (* 1952), kanadischer Eishockeyspieler, -trainer und General Manager
- Martin, Jacques-Paul (1908–1992), französischer Kurienkardinal
- Martin, Jakob (1880–1938), deutscher katholischer Priester und Widerstandskämpfer
- Martin, Jamal (* 1982), deutscher Basketballspieler
- Martin, James (1820–1886), australischer Jurist und Politiker sowie dreimaliger Premier von New South Wales
- Martin, James (* 1960), US-amerikanischer Autor und römisch-katholischer Theologe
- Martin, James Cullen (1928–1999), US-amerikanischer Chemiker
- Martin, James D. (1918–2017), US-amerikanischer Rechtsanwalt und Politiker
- Martin, James G. (* 1935), US-amerikanischer Politiker; Gouverneur von North Carolina (1985–1992)
- Martin, James Stewart (1826–1907), US-amerikanischer Politiker
- Martin, Jane, englische Squashspielerin
- Martin, Janis (1939–2014), US-amerikanische Opernsängerin (Mezzosopran, Sopran)
- Martin, Janis (1940–2007), US-amerikanische Rockabilly-Sängerin
- Martin, Jared (1941–2017), amerikanischer Schauspieler
- Martin, Jason (* 1970), britischer Maler
- Martin, Jay (* 1944), US-amerikanischer Skispringer
- Martin, Jaz, britischer Schauspieler

### Martin, Je
- Martin, Jean, französischer Automobilrennfahrer
- Martin, Jean († 1553), französischer Humanist, Übersetzer und Diplomat
- Martin, Jean (1868–1922), deutscher Politiker
- Martin, Jean (1922–2009), französischer Schauspieler
- Martin, Jean-Ami (1736–1807), Schweizer evangelischer Geistlicher und Bibliothekar
- Martin, Jean-Baptiste (1659–1735), französischer Schlachten- und Vedutenmaler
- Martin, Jean-Georges (1902–1989), Schweizer Journalist und Schriftsteller
- Martin, Jean-Hubert (* 1944), französischer Kunsthistoriker, Kurator und Museumsleiter
- Martin, Jean-Michel (* 1953), belgischer Unternehmer und Autorennfahrer
- Martin, Jean-Pol (* 1943), deutscher Didaktiker und Methodiker
- Martin, Jeff, US-amerikanischer Fernsehproduzent und Drehbuchautor
- Martin, Jeffrey (* 1994), deutscher Basketballspieler
- Martin, Jenna (* 1988), kanadische Leichtathletin
- Martin, Jennifer (* 1992), US-amerikanische Fußballspielerin
- Martin, Jens (* 1963), deutscher Sportmediziner und Hochschullehrer
- Martin, Jérôme (1941–2009), französischer Kapuziner, Bischof von Berbérati
- Martin, Jerry (* 1950), US-amerikanischer Skispringer
- Martin, Jerry (* 1965), Komponist für Computerspiele
- Martin, Jess (* 1992), britische Langstreckenläuferin
- Martin, Jesse (* 1981), australischer Segler
- Martin, Jesse L. (* 1969), US-amerikanischer Film-, Fernseh- und TheaterschauspielerJesse L. Martin (* 1969)

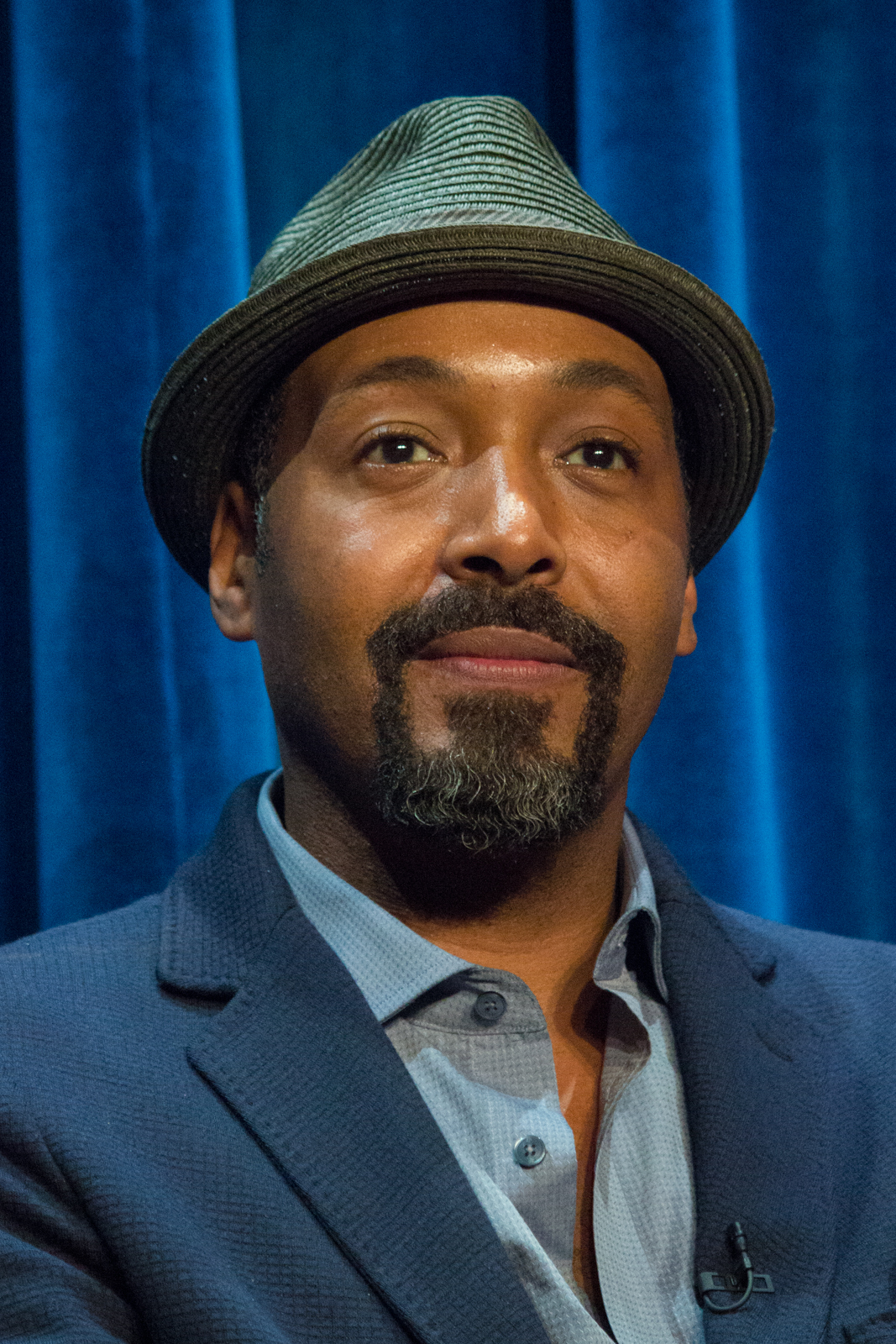
Jesse L. Martin (* 1969)

- Martin, Jesse M. (1877–1915), US-amerikanischer Politiker

### Martin, Ji
- Martin, Jim, US-amerikanischer Puppenspieler, Regisseur und Fernsehproduzent
- Martin, Jim (* 1961), US-amerikanischer Rockmusiker
- Martin, Jimmy (1927–2005), US-amerikanischer Bluegrass-Musiker

### Martin, Jo
- Martin, Jo, britische SchauspielerinJo Martin
- Martin, Joan, englische Adlige

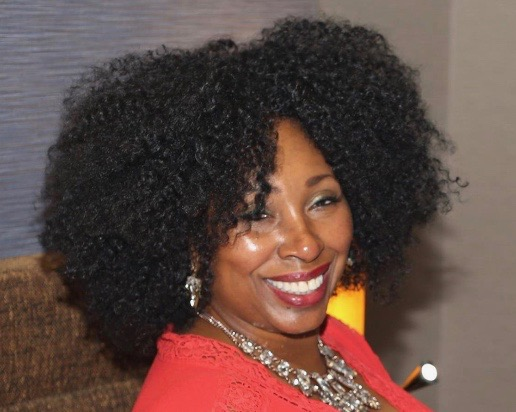
Jo Martin

- Martin, Jochen (1936–2025), deutscher Althistoriker
- Martin, Joe (* 1970), amerikanischer Musiker des Modern Jazz (Bass)
- Martin, Johann Jakob (1790–1858), Schweizer Politiker
- Martin, Johanna (* 2006), deutsche Leichtathletin
- Martin, Johannes (* 1987), deutscher Politiker (CDU)
- Martin, Johannes VI. (1573–1628), deutscher Benediktinerabt
- Martin, Johannes XVII. (1883–1944), südhessischer Zeitungsverleger, Buchdrucker und Druckereibesitzer
- Martin, John († 1786), US-amerikanischer Politiker und Militär
- Martin, John (1789–1854), britischer Maler
- Martin, John (1833–1913), US-amerikanischer Politiker (Demokratische Partei)
- Martin, John (1839–1889), US-amerikanischer Politiker
- Martin, John (1868–1951), britischer Sportschütze
- Martin, John (* 1980), schwedischer Sänger und Songwriter
- Martin, John (* 1984), australischer Rennfahrer
- Martin, John Andrew (1868–1939), US-amerikanischer Politiker
- Martin, John C. (1880–1952), US-amerikanischer Politiker
- Martin, John C. (1951–2021), US-amerikanischer Manager und Chemiker
- Martin, John Marshall (1832–1921), konföderierter Offizier und Politiker
- Martin, John Mason (1837–1898), US-amerikanischer Rechtsanwalt und Politiker
- Martin, John Preston (1811–1862), US-amerikanischer Politiker
- Martin, John W. (1884–1958), US-amerikanischer Politiker
- Martin, Jonas (* 1990), französischer Fußballspieler
- Martin, Jörg (1936–2014), deutscher Bibliothekar und Musikwissenschaftler
- Martin, Jörg (1954–1979), deutscher Fußballspieler
- Martin, Jörg (* 1966), deutscher Autor
- Martín, Jorge (* 1998), spanischer MotorradrennfahrerJorge Martín (* 1998)

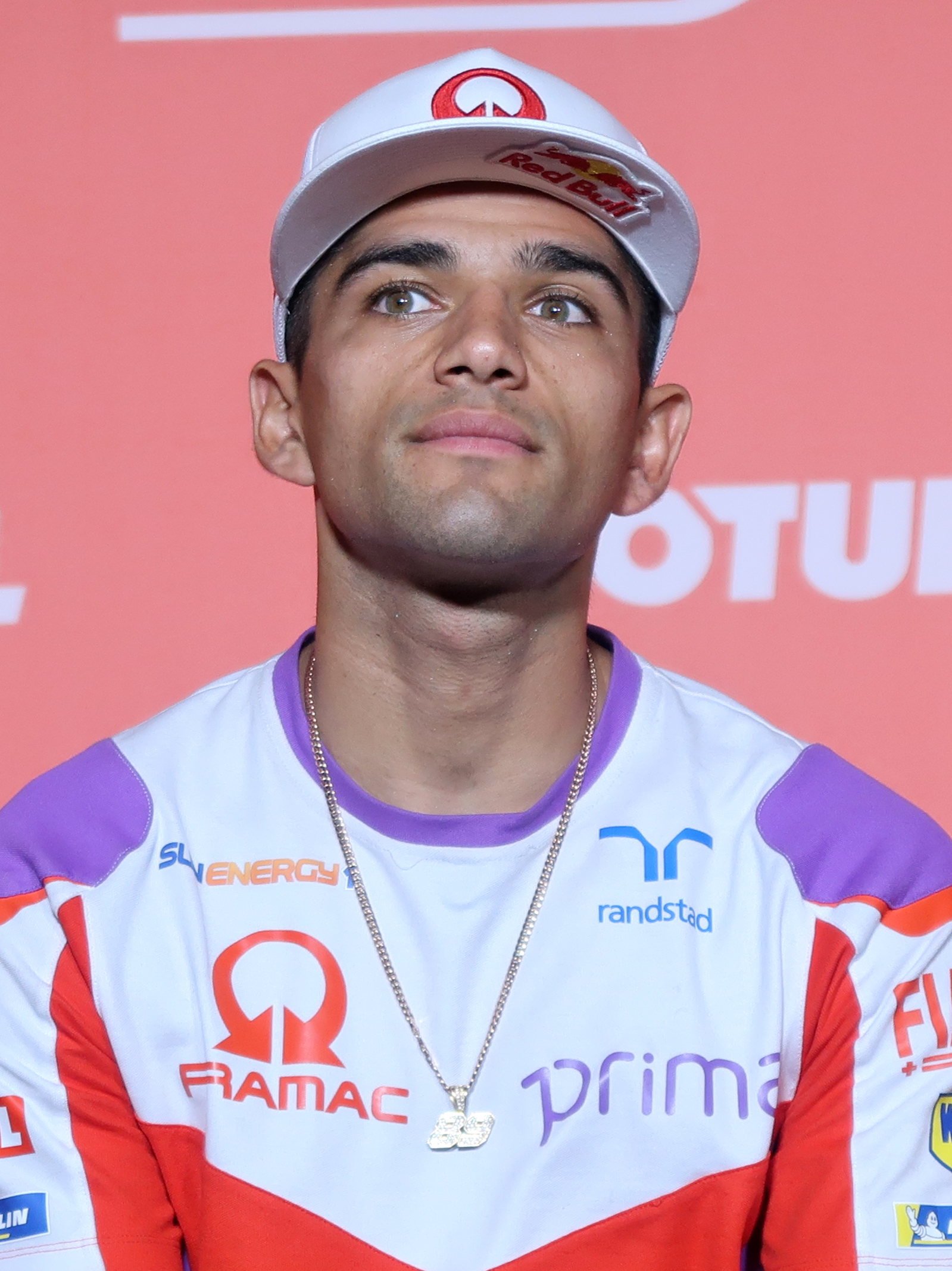
Jorge Martín (* 1998)

- Martín, José Manuel (1924–2006), spanischer Schauspieler
- Martin, Josef (1884–1973), deutscher Klassischer Philologe
- Martin, Joseph, deutscher Orgelbauer
- Martin, Joseph (1852–1923), kanadischer Politiker, Mitglied des House of Commons, Lehrer, Rechtsanwalt und Journalist
- Martin, Joseph (1903–1982), belgischer Ordensgeistlicher, römisch-katholischer Bischof von Bururi
- Martin, Joseph John (1833–1900), US-amerikanischer Politiker
- Martin, Joseph M. (* 1962), US-amerikanischer Offizier, General der US Army
- Martin, Joseph William (1884–1968), US-amerikanischer Politiker
- Martin, Joseph-Marie (1891–1976), französischer Kardinal und Bischof der römisch-katholischen Kirche
- Martin, Joshua L. (1799–1856), US-amerikanischer Politiker
- Martin, Josiah (1737–1786), britischer Politiker, Gouverneur der Province of North Carolina

### Martin, Ju
- Martin, Juan José (* 1981), spanischer Eishockeyspieler
- Martin, Judy, britische Politikerin (Jersey)
- Martin, Jules (1824–1875), Schweizer Politiker
- Martin, Julius, deutscher Amtsrichter und Politiker
- Martin, Julius (1812–1894), deutscher evangelischer Theologe und Generalsuperintendent
- Martin, Jürgen (* 1949), deutscher Fußballspieler